# 第77屆黃金時段艾美獎
第77屆黃金時段艾美獎（英語：77th Primetime Emmy Awards）是由美國電視藝術與科學學院頒發的年度最佳電視獎項，將表彰從2024年6月1日至2025年5月31日期間播出的美國黃金時段電視節目。頒獎典禮定於2025年9月14日在洛杉磯市中心的孔雀劇院舉行，同時在CBS電視網與Paramount+線上轉播。單口喜劇演員奈特·巴蓋茲將擔任典禮主持人。
提名名單於2025年7月15日公佈。《人生切割術》以27項提名領跑（含創意藝術艾美獎），其次為《企鵝人》，共獲得24項提名。

## 入圍名單

### 劇集類
| 最佳喜劇類影集 - 《小學風雲》（ABC） - 《大熊餐廳》（FX） - 《天后與草莓》（HBO Max） - 《天作不合的我們》（Netflix） - 《破案三人行》（Hulu） - 《誠實診療室》（Apple TV+） - 《片廠風雲》（Apple TV+） - 《吸血鬼家庭屍篇》（FX） | 最佳劇情類影集 - 《安道爾》（Disney+） - 《頭號外交官》（Netflix） - 《最後生還者》（HBO） - 《極樂凶間》（Hulu） - 《匹茲堡醫魂》（HBO Max） - 《人生切割術》（Apple TV+） - 《外放特務組》（Apple TV+） - 《白蓮花大飯店》（HBO） |
| 最佳有限劇集或單元劇 - 《混沌少年時》（Netflix） - 《黑鏡》（Netflix） - 《死前慾望清單》（FX） - 《怪物：梅內德斯弒親兄弟檔》（Netflix） - 《企鵝人》（HBO）                                                                       | 最佳實境競賽節目 - 《驚險大挑戰》（CBS） - 《魯保羅變裝皇后秀》（MTV） - 《倖存者》（CBS） - 《頂尖主廚大對決》（Bravo） - 《叛徒》（Peacock）                                                                                      |
| 最佳脫口秀 - 《每日秀》（Comedy Central） - 《吉米·坎摩爾直播秀》（ABC） - 《荷伯報到》（CBS） | 最佳腳本綜藝節目 - 《上周今夜秀》（HBO） - 《週六夜現場》（NBC） |

### 表演類

#### 主角
| 最佳喜劇類影集男主角 - 亞當·布羅迪 –《天作不合的我們》（Netflix） - 塞斯·羅根 –《片廠風雲》（Apple TV+） - 傑森·席格爾 –《誠實診療室》（Apple TV+） - 馬丁·肖特 –《破案三人行》（Hulu） - 傑瑞米·艾倫·懷特 –《大熊餐廳》（FX）                               | 最佳喜劇類影集女主角 - 烏佐·阿杜巴 –《白色官邸殺人事件》（Netflix） - 克莉絲婷·貝爾 –《天作不合的我們》（Netflix） - 昆塔·布倫森 –《小學風雲》（ABC) - 阿尤·艾德維利 –《大熊餐廳》（FX） - 珍·斯馬特 –《天后與草莓》（HBO Max）                  |
| 最佳劇情類影集男主角 - 斯特林·K·布朗 –《極樂凶間》（Hulu） - 蓋瑞·歐德曼 –《外放特務組》（Apple TV+） - 佩德羅·帕斯卡 –《最後生還者》（HBO） - 亞當·史考特 –《人生切割術》（Apple TV+） - 諾亞·懷利 –《匹茲堡醫魂》（HBO Max）                               | 最佳劇情類影集女主角 - 凱西·貝茲 –《律師無限耆》（CBS） - 莎朗·霍根 –《不良姐妹》（Apple TV+） - 布麗特·洛薇爾 –《人生切割術》（Apple TV+） - 貝拉·拉姆齊 –《最後生還者》（HBO） - 凱莉·羅素 –《頭號外交官》（Netflix）                          |
| 最佳有限劇集、單元劇或電視電影男主角 - 柯林·法洛 –《企鵝人》（HBO） - 史蒂芬·葛拉翰 –《混沌少年時》（Netflix） - 傑克·葛倫霍 –《無罪的罪人》（Apple TV+） - 布萊恩·泰瑞·亨利 –《毒命之徒》（Apple TV+） - 庫柏·科赫 –《怪物：梅內德斯弒親兄弟檔》（Netflix） | 最佳有限劇集、單元劇或電視電影女主角 - 凱特·布蘭琪 –《免責聲明》（Apple TV+） - 梅漢·費伊 –《妖惑心計》（Netflix） - 拉什達·瓊斯 –《黑鏡》〈凡夫俗女〉（Netflix） - 克莉絲汀·米利歐提 –《企鵝人》（HBO） - 蜜雪兒·威廉絲 –《死前慾望清單》（FX） |

#### 配角
| 最佳喜劇類影集男配角 - 伊克·巴里霍爾茨 –《片廠風雲》（Apple TV+） - 柯爾曼·多明戈 –《他們的春夏秋冬》（Netflix） - 哈里森·福特 –《誠實診療室》（Apple TV+） - 傑夫·希勒 –《堪薩斯之歌》（HBO） - 艾邦·摩斯-貝克許 –《大熊餐廳》（FX） - 邁克·烏里 –《誠實診療室》（Apple TV+） - 楊伯文 –《週六夜現場》（NBC）       | 最佳喜劇類影集女配角 - 麗莎·科倫-扎亞斯 –《大熊餐廳》（FX） - 漢娜·愛賓德 –《天后與草莓》（HBO Max） - 凱薩琳·哈恩 –《片廠風雲》（Apple TV+） - 賈奈兒·詹姆斯 –《小學風雲》（ABC） - 凱瑟琳·奧哈拉 –《片廠風雲》（Apple TV+） - 雪莉·李·勞夫 –《小學風雲》（ABC） - 潔西卡·威廉斯 –《誠實診療室》（Apple TV+）      |
| 最佳劇情類影集男配角 - 查克·崔瑞 –《人生切割術》（Apple TV+） - 華頓·哥金斯 –《白蓮花大飯店》（HBO） - 傑森·艾塞克 –《白蓮花大飯店》（HBO） - 詹姆斯·馬斯登 –《極樂凶間》（Hulu） - 山姆·洛克威爾 –《白蓮花大飯店》（HBO） - 特拉梅爾·蒂爾曼 –《人生切割術》（Apple TV+） - 約翰·特托羅 –《人生切割術》（Apple TV+） | 最佳劇情類影集女配角 - 派翠西亞·艾奎特 –《人生切割術》（Apple TV+） - 凱莉·庫恩 –《白蓮花大飯店》（HBO） - 凱瑟琳·拉納薩 –《匹茲堡醫魂》（HBO Max） - 茱莉安娜·妮克遜 –《極樂凶間》（Hulu） - 帕克·波西 –《白蓮花大飯店》（HBO） - 娜塔莎·羅斯威爾 –《白蓮花大飯店》（HBO） - 艾米·盧·伍德 –《白蓮花大飯店》（HBO） |
| 最佳有限劇集、單元劇或電視電影男配角 - 哈維爾·巴登 –《怪物：梅內德斯弒親兄弟檔》（Netflix） - 比爾·坎普 –《無罪的罪人》（Apple TV+） - 歐文·庫柏 –《混沌少年時》（Netflix） - 羅伯·德萊尼 –《死前慾望清單》（FX） - 彼得·賽斯嘉 –《無罪的罪人》（Apple TV+） - 艾希利·沃特斯 –《混沌少年時》（Netflix）              | 最佳有限劇集、單元劇或電視電影女配角 - 艾琳·道荷蒂 –《混沌少年時》（Netflix） - 蘿絲·奈格 –《無罪的罪人》（Apple TV+） - 迪爾德麗·奧康奈爾 –《企鵝人》（HBO） - 克蘿伊·塞凡妮 –《怪物：梅內德斯弒親兄弟檔》（Netflix） - 珍妮·史雷 –《死前慾望清單》（FX） - 克莉絲汀·特雷馬爾科 –《混沌少年時》（Netflix）         |

### 導演類
| 最佳喜劇類劇集導演 - 《大熊餐廳》〈餐巾紙〉– 阿尤·艾德維利（FX） - 《天后與草莓》〈徒勞無功〉– 露西亞·安妮洛（HBO Max） - 《同志一家親》〈敬你，雪奈德曼太太〉– 詹姆斯·伯羅斯（Hulu） - 《排練人生》〈實驗法則〉– 內森·菲爾德（HBO） - 《片廠風雲》〈一鏡到底〉– 塞斯·羅根、伊凡·戈博（Apple TV+）                           | 最佳劇情類影集導演 - 《安道爾》〈你是誰？〉– 亞努斯·梅茲（Disney+） - 《匹茲堡醫魂》〈早上6點〉– 阿曼達·馬薩利斯（HBO Max） - 《匹茲堡醫魂》〈早上7點〉– 約翰·威爾斯（HBO Max） - 《人生切割術》〈臨終中陰〉– 潔西卡·李·加涅（Apple TV+） - 《人生切割術》〈冷港〉– 班·史提勒（Apple TV+） - 《外放特務組》〈哈囉再見〉– 亞當·藍道爾（Apple TV+） - 《白蓮花大飯店》〈命運之愛〉– 麥克·懷特（HBO） |
| 最佳有限劇集、單元劇或電視電影導演 - 《混沌少年時》– 菲利普·巴蘭提尼（Netflix） - 《死前慾望清單》〈沒那麼嚴重〉– 香儂·墨菲（FX） - 《企鵝人》〈長命百歲〉– 海倫·薛佛（HBO） - 《企鵝人》〈偉大或微小之事〉– 詹妮弗·潔辛格（HBO） - 《妖惑心計》〈放逐〉– 妮可·卡索（Netflix） - 《零日風暴》– 蕾絲莉·林卡·葛萊特（Netflix） | |

### 編劇類
| 最佳喜劇類影集編劇 - 《小學風雲》〈重返學校〉– 昆塔·布倫森（ABC） - 《天后與草莓》〈徒勞無功〉– 露西亞·安妮洛、保羅·W·唐斯、珍·史塔茨基（HBO Max） - 《排練人生》〈實驗法則〉– 內森·菲爾德、凱莉·坎波、亞當·洛克-諾頓、艾瑞克·諾塔尼科拉（HBO） - 《堪薩斯之歌》〈AGG〉– 漢娜·伯斯、保羅·圖林、布莉基特·埃弗雷特（HBO） - 《片廠風雲》〈職位大躍進〉– 塞斯·羅根、伊凡·戈博、皮特·霍克、艾力克斯·葛瑞格里、芙烈達·佩雷斯（Apple TV+） - 《吸血鬼家庭屍篇》〈季終集〉– 山姆·強森、莎拉·納夫塔利斯、保羅·西姆斯（FX） | 最佳劇情類影集編劇 - 《安道爾》〈歡迎加入反抗軍〉– 丹·吉洛伊（Disney+） - 《匹茲堡醫魂》〈下午2點〉– 喬·薩克斯（HBO Max） - 《匹茲堡醫魂》〈早上7點〉– R·史考特·蓋米爾（HBO Max） - 《人生切割術》〈冷港〉– 丹·艾瑞克森（Apple TV+） - 《外放特務組》〈哈囉再見〉– 威爾·史密斯（Apple TV+） - 《白蓮花大飯店》〈滿月派對〉– 麥克·懷特（HBO） |
| 最佳有限劇集、單元劇或電視電影編劇 - 《混沌少年時》– 傑克·索恩、史蒂芬·葛拉翰（Netflix） - 《黑鏡》〈凡夫俗女〉– 查理·布魯克、碧莎·K·阿里（Netflix） - 《死前慾望清單》〈超值零卡汽水〉– Kim Rosenstock、伊莉莎白·梅莉薇瑟（FX） - 《企鵝人》〈偉大或微小之事〉– 勞倫·勒弗朗茨（HBO） - 《什麼都別說》〈深陷泥濘〉– Joshua Zetumer（FX） | 最佳綜藝節目編劇 - 《每日秀》（Comedy Central） - 《上周今夜秀》（HBO） - 《週六夜現場》（NBC） |

## 外部連結
- 互联网电影数据库（IMDb）上《第77屆黃金時段艾美獎》的资料（英文）
- 國家電視藝術與科學學院
- 2025年黃金時段艾美獎投票詳情：Programs, Performers, Directing, Writing